# 歐盟青年管弦樂團
歐盟青年管弦樂團（英語：European Union Youth Orchestra，EUYO）是歐洲聯盟對年輕人的培訓樂團。它的資金集中由歐洲聯盟和一些歐盟成員國管理。它匯集了歐盟的年輕音樂家和專業教練，形成一個由所有27個歐盟成員國會員組成的樂團。

## 外部連結
- EUYO website